# Erzbistum Cuzco

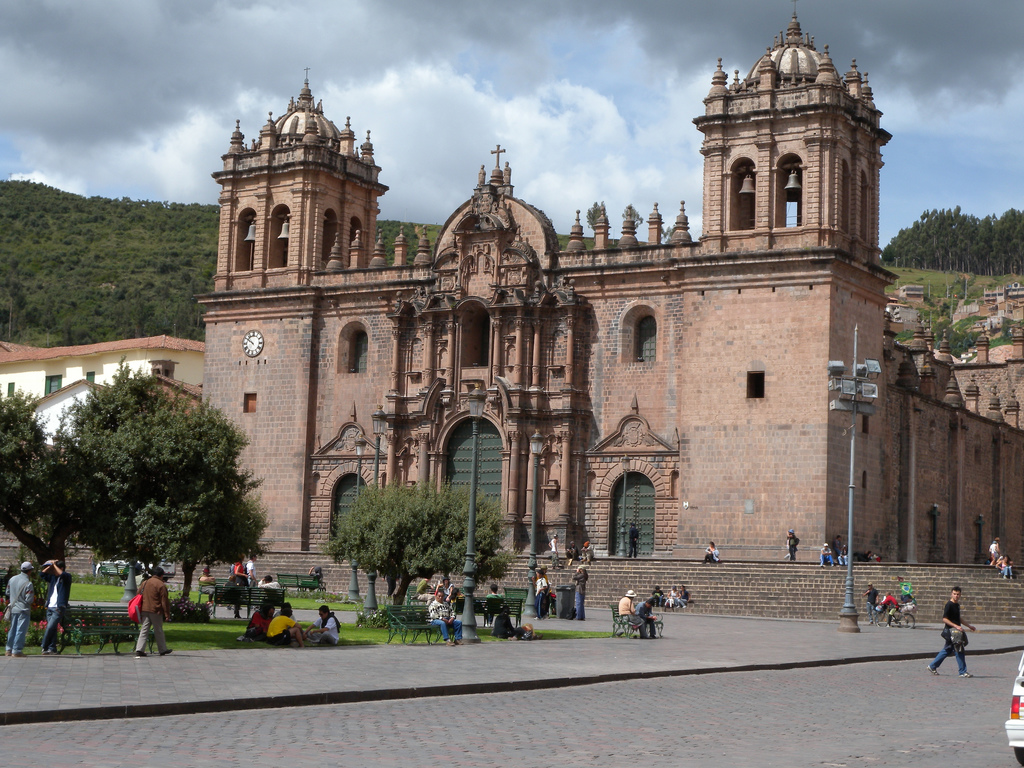
Kathedrale von Cusco

Das Erzbistum Cuzco (lat.: Archidioecesis Cuschensis, span.: Arquidiócesis del Cuzco) ist eine in Peru gelegene Erzdiözese der römisch-katholischen Kirche mit Sitz in Cusco.

## Geschichte
Das Bistum Cuzco wurde am 5. September 1536 als eines der ersten Bistümer auf dem südamerikanischen Kontinent errichtet. Ab 1541 unterstand es als Suffraganbistum dem in der neuen Hauptstadt gegründeten Erzbistum Lima. Am 23. Mai 1943 wurde das Bistum Cuzco durch Papst Pius XII. mit der Apostolischen Konstitution Inter praecipuas zum Erzbistum erhoben. Das Erzbistum gab in seiner Geschichte mehrmals Teile seines Territoriums zur Gründung neuer Bistümer ab.

## Bischöfe

### Bischöfe von Cuzco
- Vicente de Valverde Álvarez OP, 8. Januar 1537–31. Oktober 1541
- Juan Solano OP, 29. Februar 1544–1562
- Francisco Ramírez, 6. Juli 1562–1564
- Mateo Pinello, 19. Januar 1565–1569
- Sebastián Lartaun, 4. September 1570–9. Oktober 1583
- Gregorio de Montalvo Olivera OP, 16. November 1587–11. Dezember 1592
- Antonio de Raya Navarrete, 6. Juni 1594–28. Juli 1606
- Fernando Mendoza González, 12. Januar 1609–1618
- Lorenzo Pérez de Grado, 18. März 1619–4. September 1627
- Fernando de Vera y Zúñiga OSA, 16. Juli 1629–9. November 1638
- Juan Alonso y Ocón, 31. August 1643–1651, dann Erzbischof von La Plata o Charcas
- Pedro de Ortega Sotomayor, 27. November 1651–1658
- Agustín Muñoz Sandoval, 17. November 1659–April 1661
- Bernardo de Izaguirre Reyes, 31. Juli 1662–15. Juli 1669, dann Erzbischof von La Plata o Charcas
- Manuel de Mollinedo y Angulo, 15. Dezember 1670–12. Dezember 1699
- Juan González Santiago, 9. Februar 1705–12. Dezember 1707
- Gabriel de Arregui OFM, 14. Januar 1716–1724
- Bernardo Serrada OC, 19. Dezember 1725–2. März 1733
- José Manuel de Sarricolea y Olea, 5. Mai 1734–2. Oktober 1740
- Pedro Morcillo Rubio de Auñón, 20. Juli 1741–1. April 1747
- Juan de Castañeda, 20. Januar 1749–22. Februar 1762
- Juan Manuel Jeronimo de Romaní y Carrillo, 26. September 1763–15. September 1768
- Agustín Gorrichátegui, 16. Dezember 1769–1776
- Juan Manuel Moscoso y Peralta, 28. September 1778–3. August 1789, dann Erzbischof von Granada
- Bartolomé María de las Heras Navarro, 14. Dezember 1789–31. März 1806, dann Erzbischof von Lima
- José Pérez Armendáriz, 31. März 1806–9. Februar 1819
- José Calixto de Orihuela OESA, 27. Juni 1821–1826
- Eugenio Mendoza Jara, 17. September 1838–18. August 1854
- Julián de Ochoa, 27. März 1865–1874
- Pedro José Tordoya Montoya, 17. September 1875–20. August 1880
- Juan Antonio Falcón Iturrizaga, 19. Januar 1893–1. Mai 1909
- José Gregorio Castro OFM, 28. März 1910–13. November 1917
- Pedro Pascual Francesco Farfán de los Godos, 19. April 1918–18. September 1933, dann Erzbischof von Lima
- Felipe Santiago Hermosa y Sarmiento, 13. Juni 1935–23. Mai 1943

### Erzbischöfe von Cuzco
- Felipe Santiago Hermosa y Sarmiento, 23. Mai 1943–17. Dezember 1956
- Carlos María Jurgens Byrne CSsR, 17. Dezember 1956–6. Dezember 1965, dann Erzbischof von Trujillo
- Ricardo Durand Flórez SJ, 14. Februar 1966–14. Januar 1975, dann Bischof von Callao
- Luis Vallejos Santoni, 14. Januar 1975–8. Juni 1982
- Alcides Mendoza Castro, 5. Oktober 1983–29. November 2003
- Juan Antonio Ugarte Pérez, 29. November 2003–28. Oktober 2014
- Richard Daniel Alarcón Urrutia, seit 28. Oktober 2014